# British Journal of Psychiatry
British Journal of Psychiatry – recenzowane czasopismo naukowe publikujące artykuły z dziedziny psychiatrii. Jest sztandarowym czasopismem brytyjskiego Królewskiego Kolegium Psychiatrów.
W 1853 roku powstał periodyk „Asylum Journal”, który w 1958 roku zmienił nazwę na „Journal of Mental Science”. W 1963 roku czasopismo zostało przemianowane na „British Journal of Psychiatry”.
Na łamach periodyku ukazują się:
- edytoriale,
- prace oryginalne,
- artykuły przeglądowe (przeglądy systematyczne i metaanalizy),
- komentarze,
- artykuły historyczne,
- listy do redakcji,
- krótkie raporty,
- artykuły specjalne,
- recenzje książek,
- serie artykułów „psychiatria w obrazach/muzyce/filmie/Starym Testamencie” i „psychiatrzy w XIX-wiecznej fikcji”.

Drukowana wersja czasopisma trafia do wszystkich członków Królewskiego Kolegium Psychiatrów, które zrzesza większość brytyjskich psychiatrów. Wszystkie treści od 2000 roku rok po publikacji są udostępniane na zasadzie otwartego dostępu.
Periodyk akceptuje do publikacji średnio 7% przesłanych do redakcji prac oryginalnych.
W 2015 roku czasopismo było cytowane 22 682 razy, a jego impact factor za ten rok wyniósł 7,060, co uplasowało je na 9. miejscu wśród 142 czasopism psychiatrycznych. Na polskiej liście czasopism punktowanych przez Ministerstwo Nauki i Szkolnictwa Wyższego z 2015 roku „British Journal of Psychiatry” otrzymało 45 punktów.
SCImago Journal Rank periodyku za 2015 rok wyniósł 2,674, co dało mu:
- 21. miejsce spośród 493 czasopism w kategorii „psychiatria i zdrowie psychiczne”,
- 70. miejsce wśród 1779 czasopism w kategorii „medycyna”.